# 指突水母属
指突水母属（学名：Blackfordia）为指突水母科的一个属。

## 下属物种
本属包括以下物种：
- 多手指突水母 Blackfordia polytentaculata Hsu & Chin, 1962
- 弗州指突水母 Blackfordia virginica Mayer, 1910